# Park Sung-ho
Park Sung-Ho est un footballeur sud-coréen né le 17 juillet 1982.